# ITU G.992.5 Annex M
Met Annex M wordt een specificatie aangeduid voor ADSL communicatie. De specificatie, (volledig naam ITU G.992.5 Annex M, is een (optionele) aanvulling op de specificaties van de ITU-T aanbevelingen (normen) G.992.3 (voor ADSL2) en G.992.5 (voor ADSL2+). Deze voorgestelde standaard wordt ook als ADSL2 M en ADSL2+ M. aangeduid. Deze protocolspecificatie breidt de potentiële capaciteit van de inmiddels breed uitgerolde Annex A specificatie uit door het aantal upstream bits te verdubbelen. Het gevolg is een netwerkcapaciteit die 12 tot 24 Mbit/s downstream en 3 Mbit/s upstream kan bereiken, afhankelijk van de afstand tot de DSLAM tot aan het aansluitpunt van de eindgebruiker.